# Otto Ernst Gelder van Limburg Stirum
Pour les articles homonymes, voir Gelder.
 (mai 2021).
Si vous disposez d'ouvrages ou d'articles de référence ou si vous connaissez des sites web de qualité traitant du thème abordé ici, merci de compléter l'article en donnant les références utiles à sa vérifiabilité et en les liant à la section « Notes et références ».
Otto Ernst Gelder van Limburg Stirum est un homme politique néerlandais, né le 29 décembre 1752 à Hoogeveen et mort le 21 juillet 1826 à Leeuwarden. 

## Biographie
Otto Ernst Gelder van Limburg Stirum est le fils d'Albert Dominicus van Limburg Stirum, Heer van den Wildenborch, et d'Elisabeth Gratiana Sayer.
Sous-préfet de l'arrondissement d'Arnhem, ville des Pays-Bas annexés à la France, il est nommé directement par Napoléon Ier député au Corps législatif le 19 février 1811, sur une liste au choix présentée par le préfet de l'Yssel-Supérieur. Limburg-Stirum représente ce département dans l'assemblée impériale jusqu'en 1814. 
Il siège encore au Corps législatif, quand, le 17 novembre 1813, il se met à la tête de l'insurrection qui éclate à La Haye, et qui est le contrecoup de celle d'Amsterdam. Limburg-Stirum prend alors le titre de gouverneur pour le prince d'Orange-Nassau, dont il arbore les couleurs, et pousse le zèle jusqu'à forcer le général Bouvier des Eclats, qui, plein de confiance, est resté sans aucune force militaire, à se réfugier dans le château de Binenhorf, d'où il ne peut sortir que par une capitulation. 
Le roi des Pays-Bas donne, en 1815, à Limburg-Stirum le grade de lieutenant-général et le grand-cordon de l'ordre militaire de Guillaume.

## Mandats et fonctions
- Sous-préfet de l'arrondissement d'Arnhem
- Membre du Corps législatif : 1811-1814